# Nube de Rho Ophiuchi
La nube de Rho Ophiuchi es una nube molecular gigante en la Vía Láctea compuesta en parte por hidrógeno ionizado y polvo oscuro. Debe su nombre a la estrella que domina la región en la que se encuentra, Rho Ophiuchi, situada a su vez tres grados al norte de Antares, en la constelación de Ofiuco.
Con una distancia media de sólo 420 años luz (130 pársecs), es una de las regiones de formación estelar más cercanas al Sistema solar, y pertenece al conjunto galáctico de la asociación Scorpius-Centaurus, que está en el origen de la compresión inicial habiendo generado en su seno los procesos de formación estelar. Morfológicamente, el complejo Rho Ophiuchi aparece dividido en dos nubes principales, que llevan las denominaciones LDN 1688, que forma el núcleo principal, y LDN 1689, de menor masa. A las dos nubes también están conectados varios filamentos nebulosos oscuros.
Gracias a su proximidad, esta nube constituye un interesante área de investigación sobre la evolución temprana de estrellas de baja masa y enanas marrones, así como un laboratorio para estudiar los fenómenos de formación estelar en cadena.

## Observación

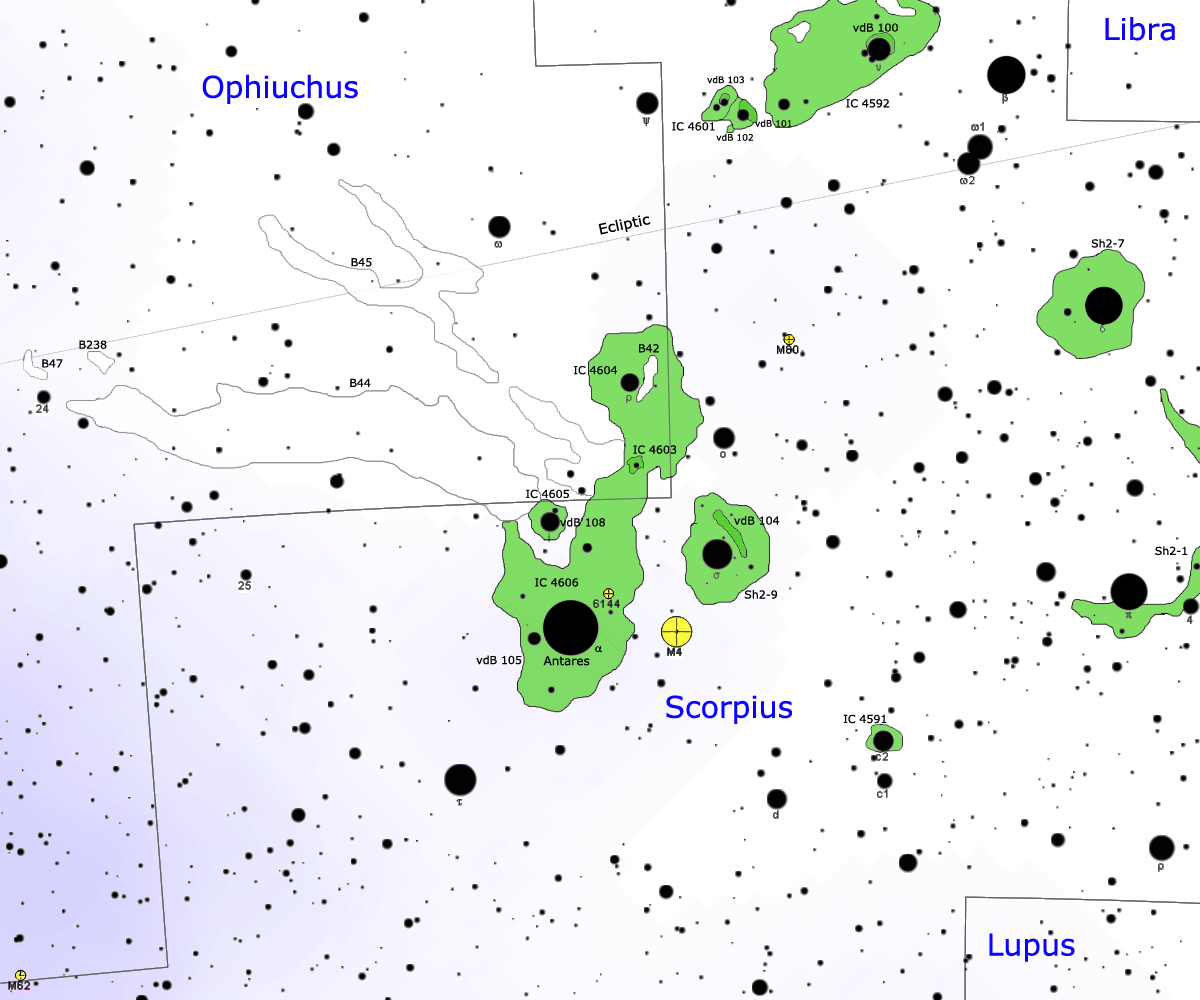
Mapa de la región de Rho Ophiuchi.

La zona del cielo en la que se ubica la nube es cerca del grupo de estrellas brillantes de color azul que forman la cabeza de la constelación de Escorpio. Se trata de un grupo de estrellas físicamente relacionadas, conocido como subgrupo Scorpius Superior (o asociación OB2 Escorpio), que forma la parte más septentrional de la asociación Scorpius-Centaurus, la asociación OB más cercana al sistema solar.
La nube está centrada en las estrellas Rho Ophiuchi y Antares. Su principal característica, observada con binoculares bajo un cielo oscuro y despejado, es la ausencia casi total de estrellas de fondo. Las estrellas de cuarta, quinta y sexta magnitud dominan completamente esta parte del cielo, mientras que las estrellas de séptima, octava y novena magnitud parecen casi completamente ausentes. Los binoculares no muestran rastros de nebulosidad, pero el oscurecimiento de los campos estelares del fondo es perfectamente evidente. Un telescopio de gran aumento revela estrellas de aspecto nebuloso cerca de Rho Ophiuchi, mientras que toda la región al este sigue pareciendo notablemente desprovista de estrellas oscuras; rayas largas y completamente oscuras rodeadas de campos estelares relativamente pobres denotan la presencia de filamentos oscuros. Las fotografías de larga exposición permiten capturar diferentes detalles de la nube, cuyo color varía desde el azul intenso cerca de Rho Ophiuchi hasta el naranja alrededor de Antares.
La nube se encuentra en el hemisferio sur celeste, con una declinación promedia de 24°S; esto implica una mayor dificultad de observación en latitudes boreales, aunque la región todavía es completamente visible incluso hasta dentro de los 10° del Círculo polar ártico. Desde el hemisferio sur su observación es óptima y, en el cielo nocturno, es visible de mayo a octubre. El extremo norte de la nube está atravesado por la eclíptica; el Sol pasa por delante de ella entre el 30 de noviembre y el 2 de diciembre, mientras que son frecuentes su ocultación  por la Luna o por los planetas del sistema solar.

## Características y estructura

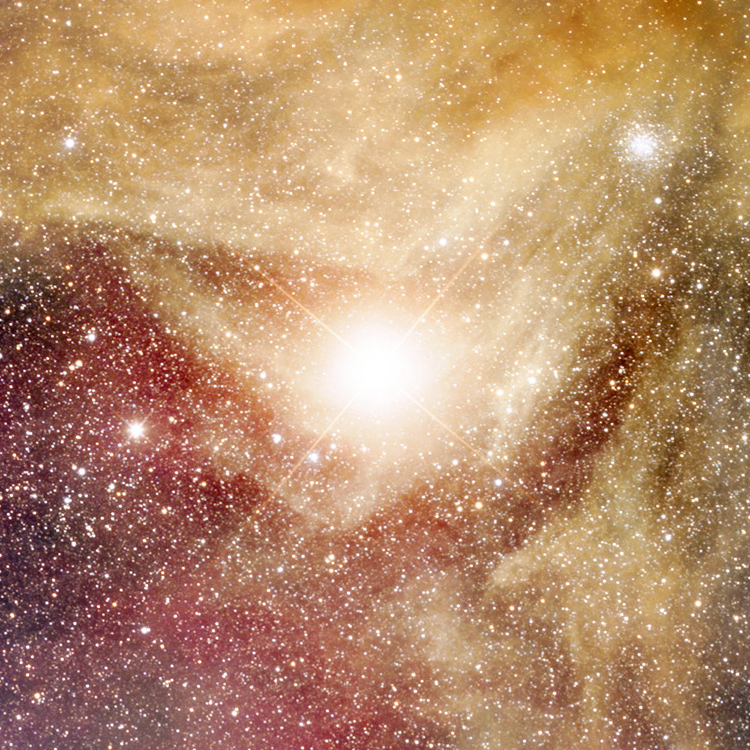
El extremo sur de la nube está directamente iluminado por la radiación de Antares.

La nube representa un excelente laboratorio para el estudio de los fenómenos de formación estelar que involucran estrellas de masa grande, media y baja, debido a dos factores principales. El primero, es uno de los sistemas de nebulosas activas de gran masa más cercanos al Sistema Solar, dada su distancia de sólo 424 años luz (130 pc). Esto hace posible  observar la nube y los fenómenos allí activos sin ser perturbados por un medio interestelar demasiado grande o por la presencia de posibles nebulosas oscuras situadas a lo largo de la línea de visión. En segundo lugar, la nube está en una posición tal que puede observarse desde ambos hemisferios de la Tierra, con la única excepción de áreas cercanas o dentro del Círculo polar ártico.
El cuerpo principal de la nube, denominado LDN 1688, se encuentra cerca de la estrella Rho Ophiuchi, que la ilumina parcialmente y la hace ópticamente visible también como nebulosa de reflexión y emisión (esta región también se denomina IC 4604). La radiación ultravioleta de la estrella y su color azulado dan a los gases de la nube un color claramente azulado. Se extiende hacia el sur y SSE hacia la supergigante roja Antares, brillante estrella que directamente ilumina parte del gas, como lo demuestra el color rojizo que adquiere la nube en esta región. Otras estrellas, como vdB 105, ubicadas justo al sur de Rho Ophiuchi son las encargadas de iluminar diferentes secciones de la nube. Dos largos filamentos periféricos se extienden hacia el este de la nube; designados LDN 1709, que está al noreste, y LDN 1704, que se dirige al norte.
Las regiones centrales de LDN 1688 aparecen como de naturaleza granulada, con un gran número de pequeñas densidades nebulosas sin cuerpo central. Sin embargo, predominan tres puntos de mayor densidad, designados con las letras A, E y F. El propio núcleo A está compuesto por tres densas concentraciones de gas frío con una masa de 0,5 M ☉, llamado SM 1, SM 1N y SM 2, coincidiendo con núcleos preestelares. A estos tres núcleos principales se suman más de cincuenta secundarios, con masas que oscilan entre 0,02 y 6,3 M. Estas nubes, que juntas constituyen sólo una pequeña fracción de la masa total de gas de la nube, podrían constituir las primeras fases de un futuro fenómeno de formación estelar. Si cada uno de estos núcleos colapsara mientras generaba una estrella, podrían constituir una función de masa inicial.
La nube secundaria, ubicada al sureste de la principal, se denomina LDN. 1689. Un filamento, LDN 1712, orientado al noreste, conecta con él. Todos estos filamentos oscuros constituyen dos corrientes paralelas evidentes, también indicadas por las abreviaturas B44 y B45, que designan respectivamente el sureste y el noreste. Los principales responsables del calentamiento directo del gas y polvo del complejo nebuloso son las estrellas de clase espectral B, es decir las estrellas azules de gran masa, situadas en el interior de la propia nube, mientras que las regiones más occidentales se ven afectadas por la influencia de la EH 147889, una estrella de séptima magnitud ubicada al sur de ρ Ophiuchi. En total, el complejo de nebulosas tiene una masa de 3000 M , más de la mitad del cual se concentra en la nube LDN 1688.

## Fenómenos de formación estelar
La formación de estrellas dentro de la nube está activa tanto en las regiones más internas como en las periféricas, particularmente en los largos filamentos que se extienden desde el lado oriental del complejo de nebulosas.

### Fenómenos dentro de la nube

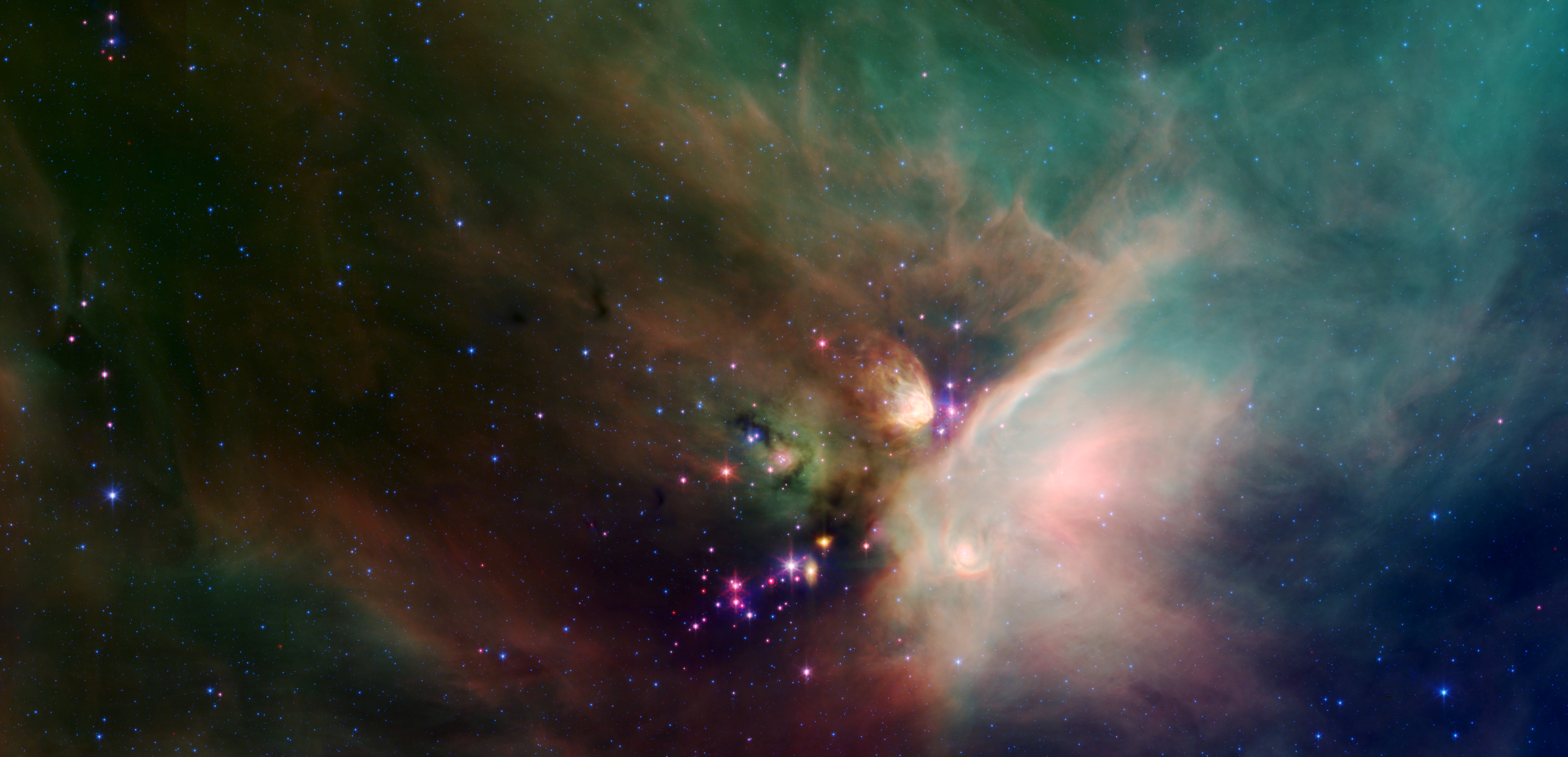
Protoestrellas jóvenes identificadas por el Telescopio Espacial Spitzer en el núcleo de LDN 1688. Su edad es de aproximadamente 300 000 años.

A lo largo de los años, la región LDN 1688 ha sido objeto de estudios destinados a identificar y catalogar estrellas y sistemas estelares en formación o muy jóvenes. Estos estudios se llevaron a cabo tanto en el infrarrojo cercano, medio y lejano, así como en el espectro de rayos X y microondas para detectar fuentes de radiación ocultas por los densos gases de la nube.
En el infrarrojo cercano se han identificado principalmente estrellas T Tauri, en las que el porcentaje de sistemas múltiples parece ser mayor que el encontrado en poblaciones ordinarias de estrellas de la secuencia principal, pero no de una forma particularmente consistente. Utilizando los telescopios Observatorio Espacial Infrarrojo y el Spitzer, se han obtenido mapas de infrarrojo medio y lejano de la región. Al analizar las observaciones del Observatorio Espacial Infrarrojo, se descubrieron 425 fuentes, de ellas, 16 coinciden con objetos estelares jóvenes de clase I (protoestrellas) y 92 con estrellas de clase II, con una luminosidad superior a 0,03 L ☉. A estas se suman 14 fuentes de espectro plano, es decir en una fase intermedia entre la clase I y la clase II. Entre los miembros de la asociación, 119 tienen un exceso de radiación infrarroja, un signo de oscurecimiento evidente provocado por el gas que los rodea. El número total de estrellas T Tauri identificado es igual a 200, de los cuales 123 están rodeados por un denso disco circunestelar y 77 rodeados por discos más dispersos.

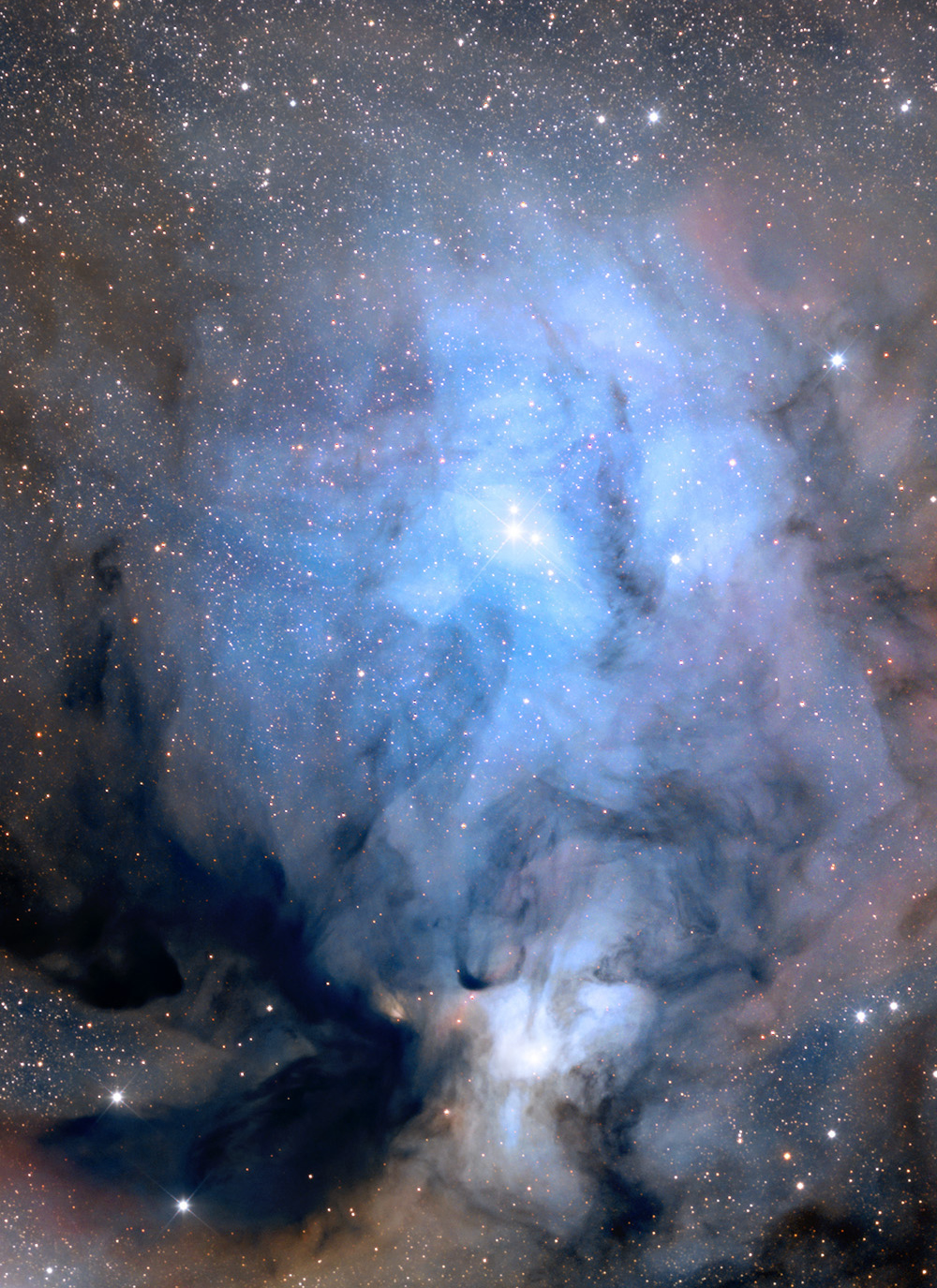
El corazón de LDN 1688 (abajo a la izquierda). La región está visualmente dominada por la estrella múltiple Rho Ophiuchi y su nebulosa, IC 4604, hacia el centro.

Los estudios del telescopio Spitzer de un área cuadrada de 14,4 grados alrededor de la nube revelaron 323 posibles estrellas anteriores a la secuencia principal con exceso de radiación infrarroja, identificadas mediante el diagrama H-R. De ellos, 161 están en LDN 1688, 27 en la nube vecina LDN 1689 y 13 en la nube periférica LDN 1709, también incluido en el estudio. Estas fuentes coinciden en gran medida (aproximadamente el 84 %) con protoestrellas de clase I. La edad media de las protoestrellas que se originan en la nube ronda los 300 000 años, casi 20 000 veces más jóvenes que el Sol, que es de 5 millones de años. Utilizando siempre instrumentos del telescopio Spitzer, se investigaron las emisiones de silicatos e hidrocarburos aromáticos policíclicos de las estrellas T Tauri en las nubes LDN 1688 y LDN 1689. Las emisiones de estos últimos compuestos son relativamente raras y se han observado en los espectros de algunas de las estrellas examinadas, como WL 16, una estrella Herbig Ae/Be y SR 21. Este último muestra en particular un disco interno libre de polvo, lo que podría indicar fenómenos de formación planetaria en curso.
Las observaciones por rayos X de los densos núcleos de la nube Rho Ophiuchi se llevaron a cabo siguiendo el perfeccionamiento de las técnicas de observación en estas longitudes de onda. Se detectaron 201 estrellas jóvenes mediante rayos X en la nube y muchas también se identificaron en infrarrojo. La mayoría de estas estrellas se encuentran dentro de los núcleos A, E y F. Su función de luminosidad en rayos X, considerando una distancia de 424 años luz (130 pc), es comparable al obtenido para las estrellas del cúmulo de la Nebulosa de Orión.  Curiosamente, los objetos estelares jóvenes que emiten rayos X parecen parpadear constante y alternativamente, hasta el punto de que se los ha descrito como una especie de «árbol de Navidad de rayos X». Este efecto podría deberse, según algunas hipótesis, al calentamiento de su plasma, bloqueado por su campo magnético, como parece sugerir el espectro variable y muy intenso de estos objetos. Sin embargo, el mecanismo por el cual se calienta el plasma, así como su forma geométrica, sigue en estudio. Algunos modelos predicen la existencia de grandes anillos magnéticos y de un moderado campo magnético.
Los numerosos chorros de gas observados en las regiones más densas de la nube indican la presencia de fenómenos de formación estelar en sus primeras etapas. Sin embargo, la altísima densidad de los gases de la nube supone un obstáculo para observar estos fenómenos, hasta el punto de que hasta principios de los años 1990 sólo se conocían los objetos más notables de Herbig-Haro, hoy conocidos como HH. 79 y HH 224. A éstos se añaden otros treinta, que sin embargo se encuentran alrededor del borde de la nube, que presenta la extinción más baja. Esto a menudo dificulta la identificación de las estrellas responsables de la excitación de sus gases. La presencia de máseres, a menudo de base acuosa, revela que algunas de las estrellas jóvenes en formación están experimentando una pérdida de masa.

### Fenómenos periféricos

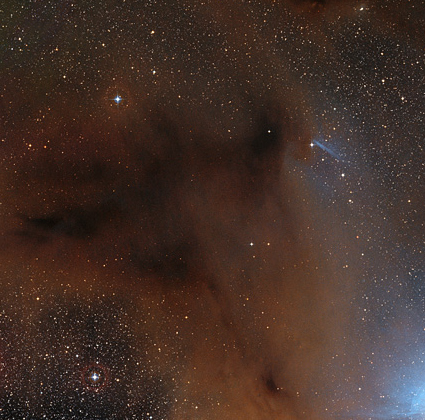
La nube LDN 1689. En su interior se encuentran estrellas muy jóvenes en formación que son objeto de numerosos estudios.

También ubicado cerca, LDN 1689 ha sido estudiado y mapeado en varios rangos de longitud de onda. Pero debido a su menor densidad, los fenómenos de formación estelar son mucho menos activos allí y las largas corrientes nebulosas que se extienden hacia el este de la nube Rho Ophiuchi muestran una ausencia casi total de fenómenos de formación estelar, mientras que son más activas en el punto de conjunción con las dos nubes principales.
En la nube LDN 1689 se encuentra una de las fuentes infrarrojas más estudiadas del cielo, denominada IRAS 16293-2422. Esta fuente, que es una protoestrella binaria muy joven de clase 0, está asociada a un núcleo gaseoso denso que se compone de dos cuerpos principales, indicados con las letras A y B, y separados por aproximadamente 5,2 segundos de arco (es decir, 900 unidades astronómicas (ua) considerando una distancia de 571 al (175 pc). Los dos objetos tienen propiedades diferentes: el A (también llamado I16293A), el más meridional, tiene las líneas de emisión más fuertes y está asociado con un máser de agua; y el B más débil (I16293B) muestra emisiones compactas y tiene un disco de polvo estratificado, que podría ser un disco protoplanetario. La fuente A, a su vez, está formada por dos componentes, separados por 0,64 grados y denominados Aa y Ab. El sistema produce un doble chorro con elevadas emisiones de monóxido de carbono; el primer chorro, orientado en dirección noreste-suroeste, es generado por el objeto A, mientras que el segundo chorro, orientado en dirección este-oeste, proviene del objeto B.

## Componentes estelares
Gracias a la espectroscopia óptica, fue posible identificar el tipo espectral de aproximadamente 140 componentes estelares vinculados a la nube. Como resultado de estos estudios, parecía que la mayoría de las estrellas anteriores a la secuencia principal presentes allí tienen una masa extremadamente baja; de tipo espectral M, y están destinadas a convertirse en enanas rojas. Los componentes más antiguos están dispuestos en las regiones alrededor de la nube y su edad media es la misma que la de las estrellas de baja masa pertenecientes a la asociación Scorpius Superior. Las estrellas situadas hacia el centro de la nube, en cambio, tienen una edad mucho menor; esto indica que las estrellas más externas se formaron simultáneamente con las de la Asociación Escorpión Superior.
Entre los componentes de menor masa que son de tipo espectral M6 o posterior, hay un gran número de probables enanas marrones. Estos cuerpos celestes de baja temperatura superficial se identificaron mediante un extenso sondeo infrarrojo de las regiones más internas y densas de la nube LDN 1688. Casi todas estas estrellas fueron descubiertas mediante espectroscopia infrarroja. La mayoría de ellas muestran un exceso considerable de radiación en el infrarrojo cercano y medio, lo que indica la presencia de un disco circunestelar. Sin embargo, entre las enanas marrones más masivas, se pudieron identificar seis mediante espectroscopia óptica. Tres de ellas, GY 5, GY 37 y GY 204 estarían justo por debajo del límite de masa necesario para desencadenar la fusión nuclear de hidrógeno, mientras que los demás, GY 3, GY 264 y CRBR 46, son todavía un poco menos masivos. Entre estas estrellas también se encuentra la primera enana marrón descubierta en una región de formación estelar, llamada Rho Oph J162349.8-242601. Según algunos estudios que examinan sus líneas de emisión de hidrógeno, las enanas marrones pertenecientes a la nube Rho Ophiuchi muestran una tasa de acreción más alta que objetos similares ubicados en otras regiones de formación estelar.

## Interacciones con el entorno externo

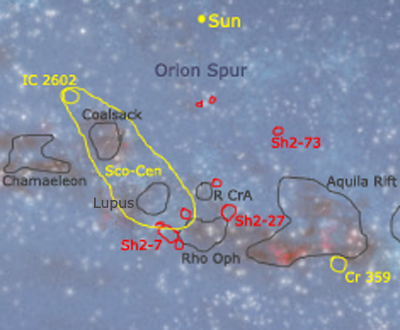
Mapa de las regiones interiores del Brazo de Orión más cercanas al sistema solar.

El entorno galáctico en el que se encuentra la nube Rho Ophiuchi es particularmente complejo. Está situado en el borde interior del Brazo de Orión, de modo que visto desde la Tierra aparece en la dirección del bulbo galáctico de la Vía Láctea. Por lo tanto, físicamente está completamente separada de otras nebulosas visibles cercanas, que se encuentran a una distancia mucho mayor, como la Nebulosa de la Laguna y la Nebulosa del Águila. La nube Rho Ophiuchi, por el contrario, constituye el extremo más septentrional de un vasto sistema de nubes y asociaciones de estrellas que visualmente se extienden a lo largo de casi toda la rama sur de la Vía Láctea. A unas pocas decenas de pársecs de distancia, en una latitud galáctica ligeramente superior, se sitúa el subgrupo Escorpión Superior, que constituye el extremo más oriental de la asociación Scorpius-Centaurus.
Otras nubes oscuras están ligadas a esta asociación, como la Nebulosa del Lobo, una nebulosa densa y oscura en la que tiene lugar la formación de estrellas de pequeña y mediana masa. Según los modelos dinámicos, los procesos en esta nube fueron desencadenados por ondas de choque provocadas por explosiones de supernovas en la parte oriental de la asociación (es decir, en Scorpius Superior)
Según los mismos modelos, estas ondas de choque también serían responsables de desencadenar fenómenos de formación estelar dentro de la propia nube de Rho Ophiuchi. Hace aproximadamente un millón de años, las ondas de choque habrían comprimido los gases de la nube, provocando su colapso en varios puntos y generando así las primeras estrellas.
A una distancia de 424 al (130 pc) del Sistema Solar se encuentra la Nebulosa de la Pipa, una joven nube molecular que se encuentra en la misma región que la nube Rho Ophiuchi, y a unas pocas docenas de pársecs de ella; en esta nube los fenómenos de formación estelar son muy limitados y confinados a la región de B 59, la sección de la nube más cercana Rho Ophiuchi. También a la misma distancia, pero en diferente latitud galáctica, se encuentra la Nebulosa de Corona Australis, un pequeño complejo nebuloso en el que está activa la formación estelar de masas pequeñas, medianas y grandes, hasta estrellas de clase B (estrellas azul-blancas de la secuencia principal y de Herbig Bé). Las variables muy jóvenes de R Coronae Australis y T Coronae Australis están asociadas con esta región. Debido a su diferente posición en el plano galáctico, esta nube no forma parte, a diferencia de las anteriores, ni del cinturón de Gould ni del anillo de Lindblad, pero sí de la burbuja Loop I.

### Obras generales
- O'Meara, Stephen James (2007). Deep Sky Companions: Hidden Treasures (en inglés). Cambridge University Press. ISBN 0-521-83704-9.
- Robert Burnham Jr. (1978). Burnham's Celestial Handbook: Volume Two (en inglés). Dover Publications, Inc.
- Thomas T. Arny (2007). Explorations:  An Introduction to Astronomy (en inglés). McGraw-Hill. ISBN 0-07-321369-1.
- AA.VV (2002). L'Universo - Grande enciclopedia dell'astronomia (en italiano). De Agostini.
- Gribbin, J. (2005). Enciclopedia di astronomia e cosmologia (en italiano). Garzanti. ISBN 88-11-50517-8.

### Obras especificas

#### Sobre la evolución estelar
- Lada, C. J.; N. D. Kylafits (1999). The Origin of Stars and Planetary Systems (en inglés). Kluwer Academic Publishers. ISBN 0-7923-5909-7.
- James Lequeux (2011). Naissance, évolution et mort des étoiles. Les Ulis, France: EDP sciences. pp. 162. ISBN 978-2-7598-0638-6.
- Abbondi, C. (2007). Universo in evoluzione dalla nascita alla morte delle stelle (en italiano). Sandit. ISBN 88-89150-32-7.

#### En la nube de Rho Ophiuchi
- B. A. Wilking (diciembre de 2008). «Star Formation in the ρ Ophiuchi Molecular Cloud». Handbook of Star Forming Regions, Volume II: The Southern Sky (en inglés) 5: 351. Bibcode:2008hsf2.book..351W.
- Toshimi Taki (2005). «Taki's 8.5 Magnitude Star Atlas» (en inglés). Archivado desde el original el 5 de noviembre de 2018.. Atlas céleste librement téléchargeable au format PDF.
- Tirion; Rappaport; Lovi (1987). Uranometria 2000.0 - Volume II - The Southern Hemisphere to +6° (en inglés). Willmann-Bell, inc. ISBN 0-943396-15-8.
- Tirion; Sinnott (1998). Sky Atlas 2000.0 (en inglés). Cambridge University Press. ISBN 0-933346-90-5.
- Tirion (2001). The Cambridge Star Atlas 2000.0 (en inglés). Cambridge University Press. ISBN 0-521-80084-6.